# Capriccioli
Capriccioli est une station balnéaire ainsi qu'une plage de la Costa Smeralda, située sur la commune de Arzachena en Sardaigne en Italie.

## Origine du nom
Capriccioli vient de capricciòli  en gallurais qui signifie "petites chèvres".

## Présentation
Caprioccioli est située au sud de Porto Cervo et à environ 15 km à l'est du bourg d'Arzachena, juste au nord de Cala di Volpe. Elle fait face à l'île de Mortorio.
Ses deux plages, séparées par un passage de roches granitiques, sont de sable fin et blanc, facilement accessibles et desservies par un grand parking.
Pendant l'été, Capioccioli est une destination touristique très fréquentée.